# 財富之輪
財富之輪是一档美国电视遊戲節目。该节目於1975年1月6日在全国广播公司首播。参赛者需要解答字谜游戏，若答對就能贏得现金和奖品，具體的奖品由轉盤决定。節目的遊戲形式與猜單詞遊戲類似。